# Francis Cabot Lowell (industriel)
Pour les articles homonymes, voir Francis Cabot Lowell, Cabot et Lowell.
Francis Cabot Lowell (1775-1817) est un industriel américain du textile du début du XIXe siècle.

## Biographie
Fils de John Lowell (en), juge et membre du congrès du Massachusetts, et descendant par sa mère d'une des premières familles arrivées en Amérique, Francis Cabot Lowell est diplômé de l'université Harvard.
De 1798 à 1808, Lowell travaille dans le négoce international, pour importer de Chine et d'Inde des produits de soie et de coton. En 1802, avec Uriah Cotting et Harrison Gray Otis, il fonde à Boston l'India Wharf et ses entrepôts, pour en faire le premier port de commerce américain avec l'Orient. Ce groupe d'investisseurs, appelé les « Associés de Boston », crée ensuite l'axe commercial de Broad Street, pour développer le commerce de détail. Alors qu'il a déjà fait fortune, Lowell achète une distillerie, pour importer des molasses des Antilles, activité traditionnelle de Boston.
En 1810, il visite la région textile du Lancashire, en Angleterre, ce qui lui permet d'importer en Amérique les technologies des premiers entrepreneurs du coton britannique. En 1813, il crée l'entreprise Boston Manufacturing Company à Waltham (Massachusetts), près de la rivière Charles et de Boston.
Son entreprise s'est étendue après sa mort, à l'âge de 42 ans, à côté des chutes de Pawtucket à l'est de Chelmsford, secteur dans lequel un nouveau village prit le nom de Lowell, en son honneur. Centre industriel innovant, la région attira notamment l'économiste français Michel Chevalier lors d'une tournée américaine en 1834.